# サハラ砂漠縦貫道路
サハラ砂漠縦貫道路はサハラ砂漠を南北に結ぶ道路であり、トランス・アフリカ・ハイウェイの2号線にあたる。アルジェリアのアルジェとナイジェリアのラゴスを結ぶため、アルジェ - ラゴス道路またはラゴス - アルジェ道路とも呼ばれる。 
サハラ砂漠縦貫道路は、複数の国を通過する道路としてはアフリカで最も古い部類に入る。1962年に提案され、1970年代にサハラ砂漠を通過する区間の建設が行われた。サハラ砂漠の中央部は今でも交通量が極めて少なく、通過の際は特別な車両を用意し、適切な予防策を講じる必要がある。 

## 経路

### 特徴、長さ、状態

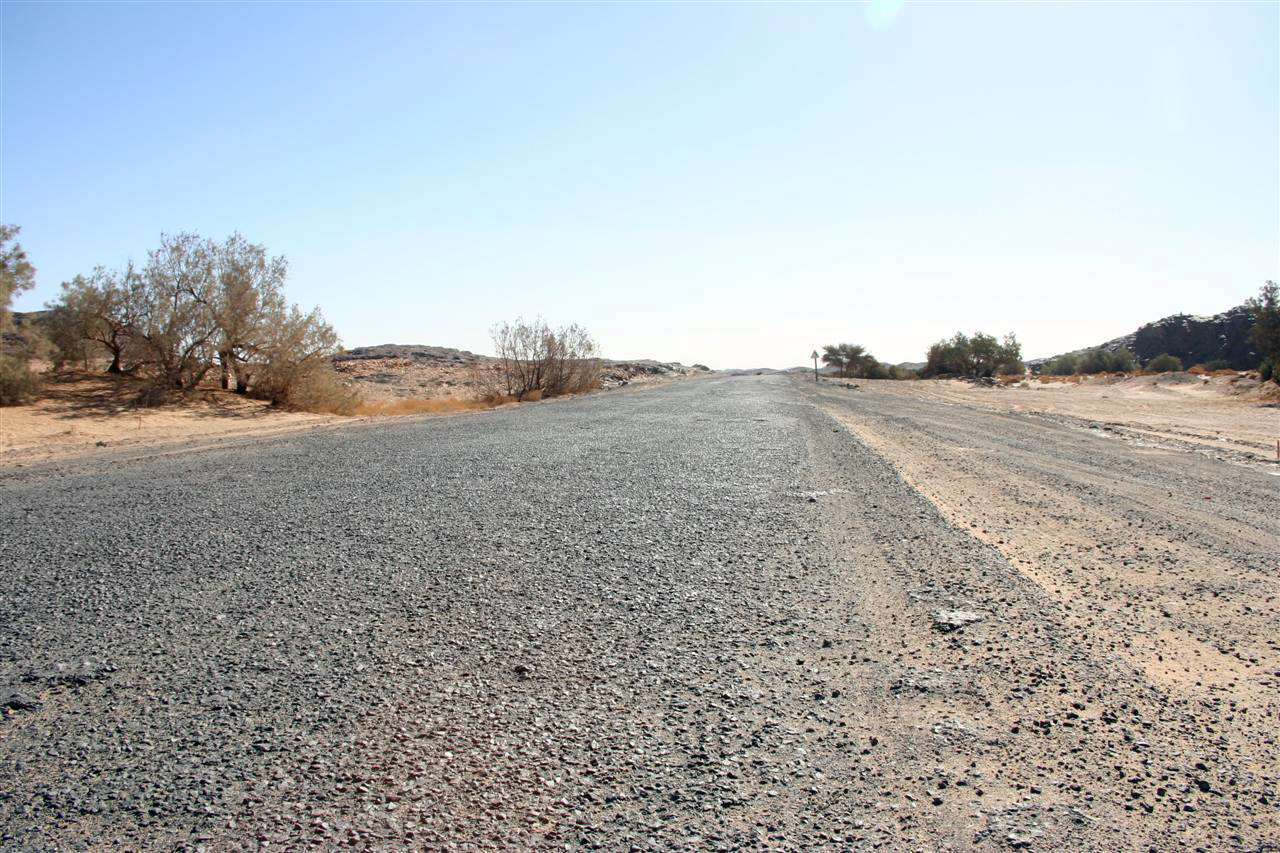
アルジェリアのタマンラセット付近のサハラ砂漠縦貫道路

サハラ砂漠縦貫道路は全長約4,500 kmで、約85％の区間が舗装されている。通過する国はアルジェリア、ニジェール、ナイジェリアのみであり、さらにチュニジア、マリ、チャドへの接続が必要と考えられている。 
サハラ砂漠縦貫道路のうちナイジェリアに含まれる区間は約1,200 kmである。この区間は全て国道扱いとなり、うち500 km近くは4車線であるが、道路のメンテナンスは行き届いておらず、舗装が欠落している区間も存在する。 
サハラ砂漠縦貫道路の約半分、2,300 km以上はアルジェリアに含まれる。特にインサラーより南はホガール山地の洪水の影響を受けやすいこともあって道路状態が悪く、常に修理が必要な状態である。 2007年には、タマンラセットからニジェール国境のイン・ゲザムまでの400 kmの南半分が封鎖された。 
ニジェールに含まれる区間は985 kmである。うち785 kmは舗装されているが、道路状態は悪い。 
サハラ砂漠を南北に縦断する経路は、他にリビアのトリポリと南アフリカのケープタウンを結ぶ道路（TAH 3; アフリカ縦断道路3）がある。しかし、このルートは未完成の区間がかなり残っているうえ、チャド北部では治安の問題に直面しており、アルジェーラゴス道路ほどの経済効果は期待できない。そのため、完成にはまだまだ時間がかかることが予想される。 
サハラ砂漠を南北に縦断する道路はアルジェーラゴス道路の他に2本あり、サハラ砂漠の西端または東端を縦断している。西端を南北に縦断する道路はエジプトのカイロとセネガルのダカールを結んでいる（TAH 1）。この道路はサハラ砂漠を北から南に縦断する最初の道路であり、2005年に完成した（モロッコ/西サハラとモーリタニアの間の無人地帯の数kmを除く）。サハラ砂漠東端の道路はエジプトのカイロから南アフリカのケープタウンを結び、サハラ区間はナイル川に沿っている（TAH 5）。ただし、スーダン、エチオピア、ケニアには未舗装の区間が多い。 
2018年の発表によれば 、2019年までにアルジェリアとモーリタニアの間に3つ目の貿易ルートが開かれることになっていたが、まだ開かれていない。この経路はフランス植民地時代にアルジェとダカールの間を結んでおり、大西洋沿岸のスペイン領サハラを回避するために設立されたが1963年に閉鎖された。

## 道路状況

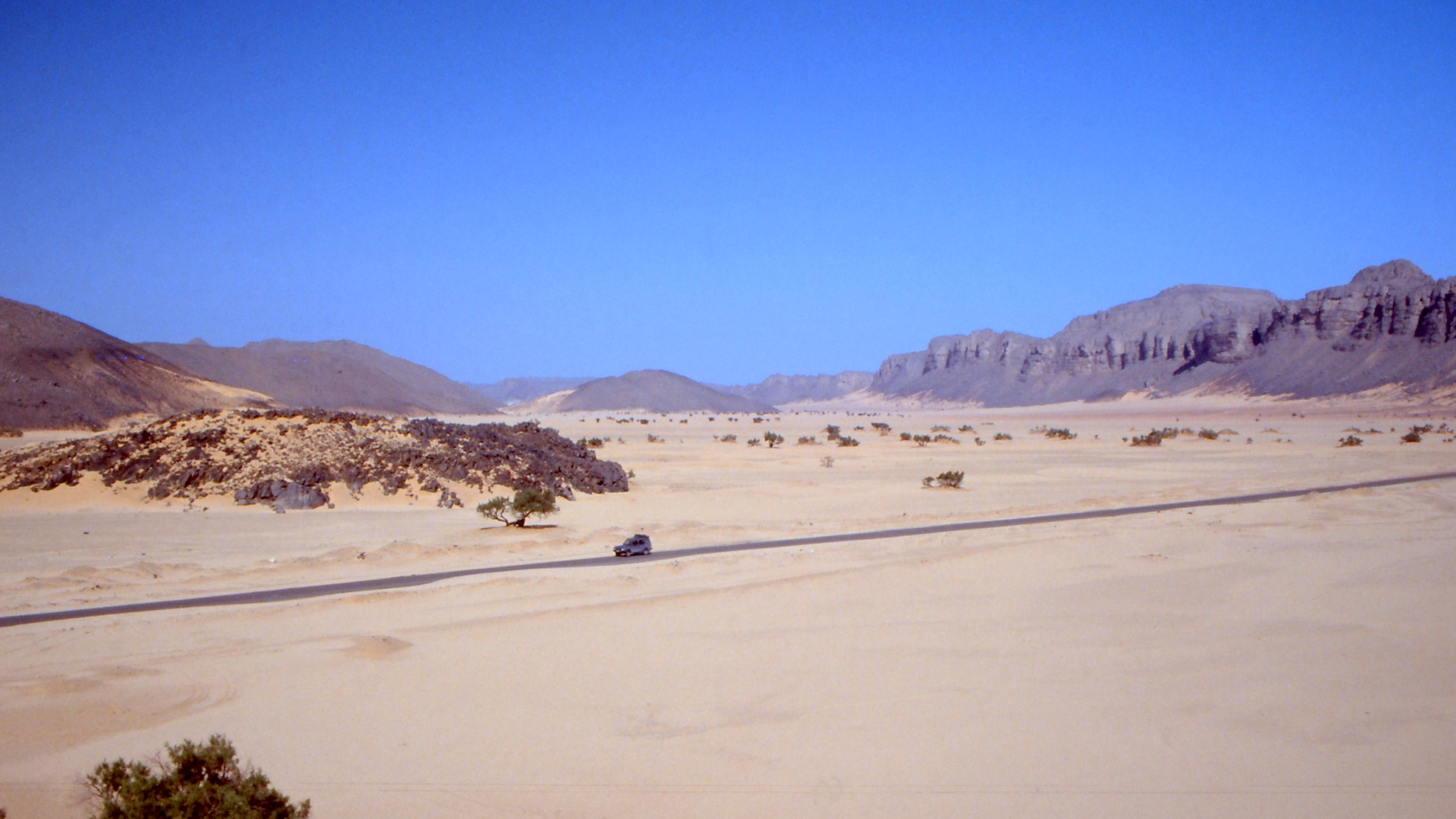
アルジェリア国内のサハラ砂漠縦貫道路

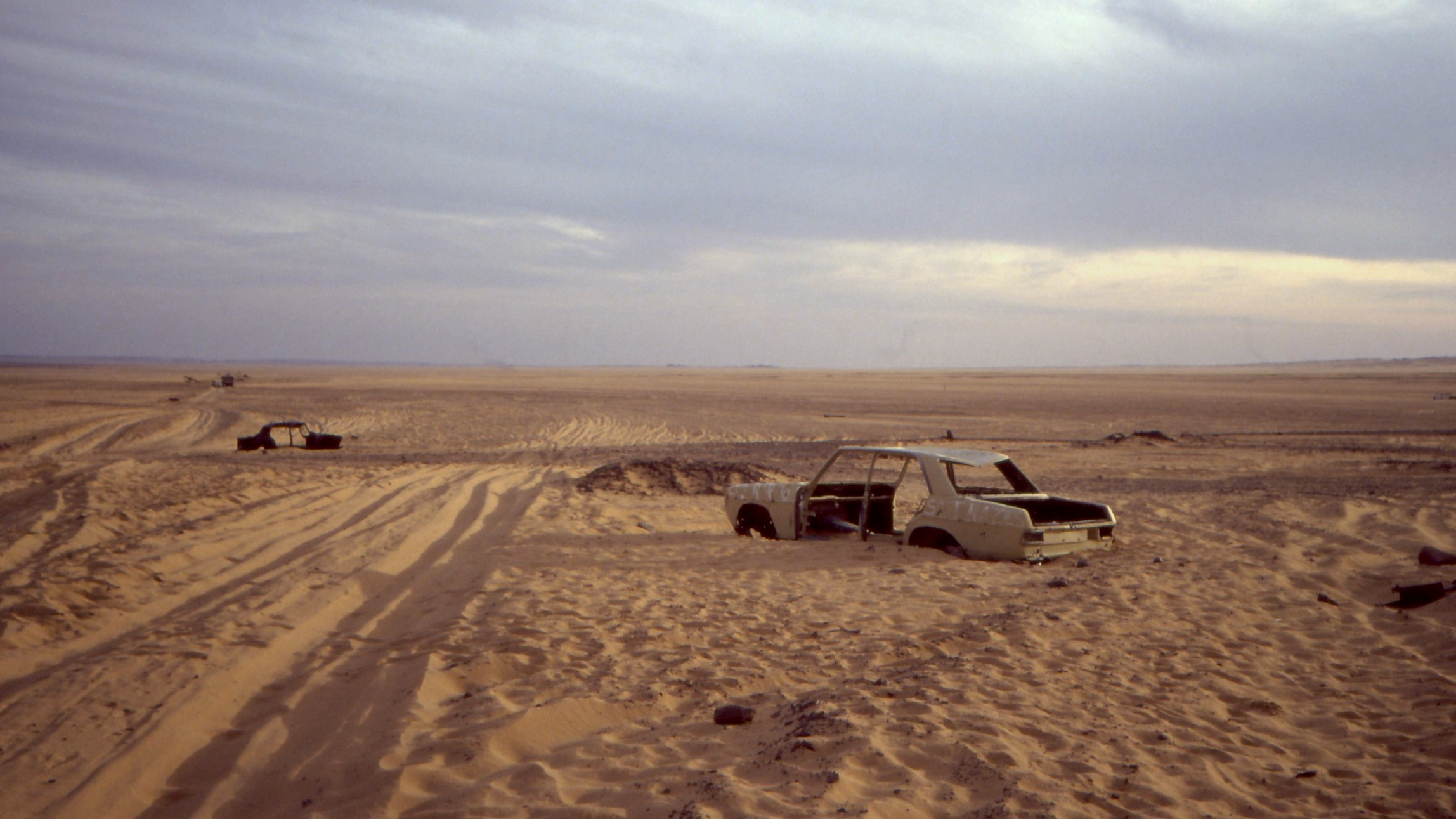
ニジェール国境付近に打ち捨てられた車

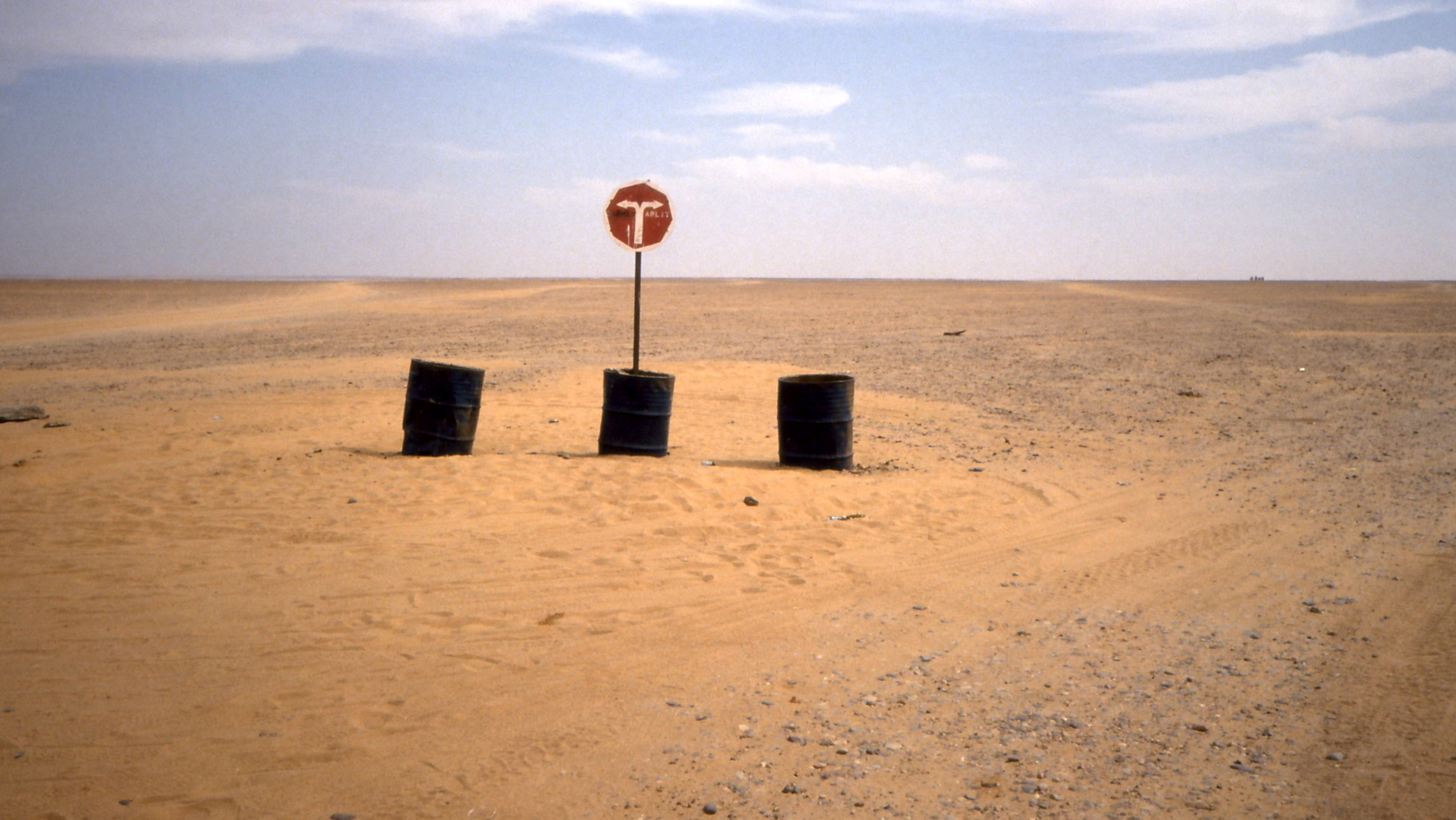
ニジェール国内の道路標識

### アルジェリア
- アルジェからガルダイアの625 kmは舗装されており、良好な状態である。
- ガルダイアからタマンラセットの1,291 kmは舗装されており、良好な状態である。
- タマンラセットからニジェール国境のイン・ゲザムまでの400 kmは舗装されている。
- イン・ゲザムからニジェール国境標識のあるアッサマッカ（英語版）までの28 kmは柔らかい砂の道路である。通常の2WD車で走行することも不可能ではないが、推奨されない。

### ニジェール
- アッサマッカからアーリットまでの200 kmは砂状の道路である。従来の2WD車で走行できる。
- アーリットからアガデスまでの243 kmは1980年に舗装された。道路状態は悪い。
- アガデスからザンデールの431 kmは舗装されている[3] 。
- ザンデールからナイジェリア国境のマガリアまでは111 kmである。舗装されているが状態は悪い。

### ナイジェリア
- ニジェール国境からカノ、カドゥナ、オヨ、イバダンを経由してラゴスに至るまでは1,193 kmである。そのうち127 kmは良い状態であり、残りの1,066 kmは「そこそこ」である。

## 他の道路との接続
サハラ砂漠縦貫道路は以下の地点で以下の道路と交差している。 
- アルジェでカイロ・ダカール・ハイウェイ（TAH 1）
- ナイジェリアのカノでサヘル横断道路（TAH 5）
- ラゴスで西アフリカ沿岸道路（TAH 7）
- ラゴスでラゴス・モンバサ・ハイウェイ（TAH 8）